# Рацьонжський мир
Рацьонжський мир — договір, укладений у 1404 році між Тевтонським орденом з одного боку, Королівством Польським і Великим князівством Литовським — з іншого, внаслідок особистої зустрічі Великого магістра Конрада фон Юнгінгена, короля Ягайла та Великого князя Литовського Вітовта в місті Рацьонж.

## Подробиці
До укладення договору хрестоносці, посилаючись на невиконання Вітовом умов Салінського договору від 1398 року про передачу ордену Жемайтії, продовжували агресію проти Великого князівства Литовського, підтримували Свидригайла як претендента на великокнязівський престол. При цьому вони ігнорували буллу Папи Римського Боніфація IX від 09.09.1403 року, яка офіційно забороняла хрестові походи проти Великого князівства Литовського.
Новий договір в основному повторював умови Салінського договору. Велике князівство Литовське визнавало східну частину Жемайтії за орденом. Вітовт зобов'язувався не приймати до себе втікачів-жемайтів та допомагати ордену проти будь-яких ворогів, крім Польщі. Орден мусив допомагати Великому князівству Литовському в здобутті Смоленська та Новгорода. Польща отримала право викупити в ордену Добжинську землю за 40 тис. злотих.
Згідно з договором між Ягайлом та Вітовтом останньому пожиттєво передавалось Західне Поділля, яким як васал Вітовта мусив керувати Свидригайло. За це 20.09.1404 року у Кам'янці-Подільському Вітовт приніс Ягайлу нову васальну присягу.
Рацьонжський мир був укладений на 10 років, діяв до початку Великої війни 1409—1411 років.